# Chassagny
Chassagny és un municipi francès situat al departament del Roine i a la regió d'Alvèrnia-Roine-Alps. L'any 2007 tenia 1.203 habitants.

## Demografia

### Població
El 2007 la població de fet de Chassagny era de 1.203 persones. Hi havia 380 famílies de les quals 44 eren unipersonals (20 homes vivint sols i 24 dones vivint soles), 92 parelles sense fills, 224 parelles amb fills i 20 famílies monoparentals amb fills.
La població ha evolucionat segons el següent gràfic:
Habitants censats

### Habitatges
El 2007 hi havia 406 habitatges, 385 eren l'habitatge principal de la família, 7 eren segones residències i 14 estaven desocupats. 384 eren cases i 21 eren apartaments. Dels 385 habitatges principals, 333 estaven ocupats pels seus propietaris, 43 estaven llogats i ocupats pels llogaters i 9 estaven cedits a títol gratuït; 5 tenien dues cambres, 27 en tenien tres, 109 en tenien quatre i 244 en tenien cinc o més. 325 habitatges disposaven pel capbaix d'una plaça de pàrquing. A 101 habitatges hi havia un automòbil i a 271 n'hi havia dos o més.

### Piràmide de població
La piràmide de població per edats i sexe el 2009 era:
| Homes | Edats   | Dones |
| ----- | ------- | ----- |
| 0     | 95 o +  | 0     |
| 0     | 90 a 94 | 0     |
| 0     | 85 a 89 | 0     |
| 4     | 80 a 84 | 4     |
| 24    | 75 a 79 | 4     |
| 0     | 70 a 74 | 16    |
| 8     | 65 a 69 | 8     |
| 12    | 60 a 64 | 12    |
| 44    | 55 a 59 | 20    |
| 32    | 50 a 54 | 44    |
| 56    | 45 a 49 | 44    |
| 48    | 40 a 44 | 56    |
| 36    | 35 a 39 | 56    |
| 24    | 30 a 34 | 32    |
| 24    | 25 a 29 | 20    |
| 24    | 20 a 24 | 32    |
| 52    | 15 a 19 | 40    |
| 52    | 10 a 14 | 52    |
| 52    | 5 a 9   | 48    |
| 24    | 0 a 4   | 24    |

## Economia
El 2007 la població en edat de treballar era de 804 persones, 616 eren actives i 188 eren inactives. De les 616 persones actives 593 estaven ocupades (320 homes i 273 dones) i 23 estaven aturades (7 homes i 16 dones). De les 188 persones inactives 49 estaven jubilades, 93 estaven estudiant i 46 estaven classificades com a «altres inactius».

### Ingressos
El 2009 a Chassagny hi havia 403 unitats fiscals que integraven 1.264 persones, la mediana anual d'ingressos fiscals per persona era de 21.688 €.

### Activitats econòmiques
Dels 70 establiments que hi havia el 2007, 1 era d'una empresa de fabricació de material elèctric, 1 d'una empresa de fabricació d'elements pel transport, 6 d'empreses de fabricació d'altres productes industrials, 17 d'empreses de construcció, 8 d'empreses de comerç i reparació d'automòbils, 7 d'empreses de transport, 4 d'empreses d'hostatgeria i restauració, 2 d'empreses d'informació i comunicació, 5 d'empreses financeres, 12 d'empreses de serveis, 6 d'entitats de l'administració pública i 1 d'una empresa classificada com a «altres activitats de serveis».
Dels 15 establiments de servei als particulars que hi havia el 2009, 2 eren tallers de reparació d'automòbils i de material agrícola, 1 autoescola, 3 paletes, 1 guixaire pintor, 4 fusteries, 2 electricistes i 2 restaurants.
L'únic establiment comercial que hi havia el 2009 era una botiga de menys de 120 m².
L'any 2000 a Chassagny hi havia 16 explotacions agrícoles que ocupaven un total de 560 hectàrees.

## Equipaments sanitaris i escolars
El 2009 hi havia una escola elemental.

## Poblacions més properes
El següent diagrama mostra les poblacions més properes.